# The Best of the Red Hot Chili Peppers
The Best of the Red Hot Chili Peppers – album kompilacyjny zespołu Red Hot Chili Peppers wydany w 1998 roku. 

## Spis utworów
1. „Behind the Sun” – 4:40
2. „Johnny, Kick a Hole in the Sky” – 5:12
3. „Me and My Friends” – 3:09
4. „Fire” – 2:03
5. „True Men Don't Kill Coyotes” – 3:40
6. „Higher Ground” – 3:23
7. „Knock Me Down” – 3:45
8. „Fight Like a Brave” – 3:53
9. „Taste the Pain” – 4:32
10. „If You Want Me to Stay” – 4:07